# كارلوس ديفيس
كارلوس ديفيس (بالإنجليزية: Carlos Davis)‏ هو كاتب سيناريو وكاتب مسرحي أمريكي، ولد في 11 أكتوبر 1948.

## وصلات خارجية
- كارلوس ديفيس على موقع IMDb (الإنجليزية)
- كارلوس ديفيس على موقع قاعدة بيانات الفيلم (الإنجليزية)